# Ablakos
Az ablakos olyan, a heraldikában ábrázolt címerábra, elsősorban mesteralak, melyen nyílás van és a mező borítása ezen keresztül láthatóvá válik. A nyílás alakja követi a mesteralak formáját. Ha a nyílás alakja másféle, az egyes nyílásféleségekre a heraldikában különféle elnevezések használatosak.
Nem tévesztendő össze az ablak fogalommal.
Ha a nyílás kör alakú, az átfúrt vagy fúrt (de: durchbohrt, en: pierced) kifejezést alkalmazzák. A német heraldikában azonban ez a fogalom csak a rutáknál használatos, mert a többi kör alakú nyílással ellátott címerábrát "átszúrtnak" (de: durchstochen) nevezik.
Ha a mesteralaknak, esetleg a címerképnek csak a szegélye látszik, ez áttörtnek (de: durchbrochen, ausgebrochen, fr: ajouré) is nevezhető. Van például áttört kereszt, áttört szarufa stb.
Ha a "nyílás" nem egyezik a mező színével, nem nyílásról, hanem körrel, négyzettel stb. díszített címerábráról van szó. Ha azonban a nyílás nagyobb méretű és a színe eltér a mezőétől, a kitöltött (de: ausgefüllt) kifejezés is használható rá (például kékkel kitöltött arany ablakruta).